# نوسباخ (راینلاند-فالتس)
نوسباخ (به آلمانی: Nußbach) یک شهر در آلمان است که در Lauterecken-Wolfstein واقع شده‌است.